# 狭宮神社
狭宮神社（さみやじんじゃ）は、兵庫県丹波市山南町和田に位置する古社で、古来より「さみやさん」と親しまれている。主祭神は若沙那売命（わかさなめのみこと）で、米作りの神として知られ、五穀豊穣や子授け、安産、健康長寿などのご利益があるとされている。また、相殿神として八幡大神を祀り、厄除けや交通安全、心願成就の守護神としても広く崇敬されている。

## 概要
創立年代は不詳だが、平安時代には延喜式内社に列格され、国から幣帛を賜るなどの格式を持つ神社であった。江戸時代には領主織田平季によって現在の宮山に遷座され、元禄13年（1700年）には白川神祇伯王から八幡宮を勧請し、相殿に祀られた。
本殿は江戸中期以降に建てられ、檜皮葺きの入母屋造りで、当時の建築様式を今に伝えている。
主な祭事としては、初詣（1月1日 - 3日）、厄除大祭（1月15日・16日）、初午祭（2月10日）、天神祭（7月25日）、秋祭（10月）などがあり、多くの参拝者で賑わう。
また、狭宮神社では「七宮巡り」と呼ばれる七つの神社を巡る行事が行われており、各神社でのご利益を受けることができる。